# Sélestat
Sélestat (tysk: Schlettstadt) er en by og kommune i departementet Bas-Rhin i den franske region Alsace.